# Шамин, Иван Михайлович
Князь Иван Михайлович Шамин — воевода и наместник на службе у московского князя Василия III.

## Происхождение и семья
Один из князей Шуморовских отрасли князей Моложских. Рюрикович в XIX колене, старший сын Михаила Глебовича Шуморовского-Шамина. Имел единственного бездетного сына Дмитрия и княжну Анну упомянутой во вкладной книге Троице-Сергиева монастыря, которая была замужем за Фомой Головиным.

## Биография
В 1513 году второй воевода полка левой руки. В 1517 году второй воевода передового полка в Туле для защиты со стороны Крымского ханства. В этом же году, командовал сторожевым полком в Мещере на Толстике. В 1518 году, после ухода из Мещеры на реку Вошана старших воевод, оставлен воеводою Передового полка. В 1519 воевода Сторожевого полка на Оке, откуда послан в Стародуб. В 1521 году воевода в Вороноче, откуда был переведен в седьмым воеводою в Торопец. В этом же году, по духовной грамоте, вместе со своим родственником Семёном Фёдоровичем Сицким, сделал вклад в Троице-Сергиев монастырь, село Матвейцево, на помин души Александра Борисовича Глебова-Шумаровского. В 1522 году четвёртый воевода войск левой руки в Коломне, стоял против Рославсля, перед приходом туда Василия III, послан в Каширу, как третий воевода Сторожевого полка. В 1523 году воевода того же полка на Суре, для постройки Василь-города. В 1524 году отправлен к Казани вторым воеводой сторожевого полка судовой рати. В 1526 году — наместник в Великих Луках.